# Francesco Chiaramella de Gandino
Francesco Chiaramella de Gandino (zweite Hälfte des 16. Jahrhunderts) war ein italienischer Baumeister.
Er stammte aus dem Bergamasker Ort Gandino, wo er im frühen 16. Jahrhundert geboren wurde. Über seine Familie ist bislang nichts näheres bekannt, ein damals in venezianischen Diensten stehende Bildhauer namens Francesco da Chiaramella (Sohn des Bartolomeo) ist nicht sicher mit ihm verwandt. Der Name seines Vaters wird im 1571 errichteten Testament mit Giovanni angegeben. Vor 1549 heiratete er eine gewisse Divina, mit der er wohl den 1571 erwähnten Sohn Giancarlo hatte. Wahrscheinlich durch die Teilnahme an einer Jerusalem-Pilgerfahrt erlangte er vor 1560 den Ritterschlag, so dass er sich „cavalliero“ zubenannte. Francesco Ciaramella starb zwischen 1582 und 1584.
Im Auftrag Kaiser Karls V. legte er ab 1547 die hessischen Festungswerke von Kassel, Rüsselsheim und Gießen nieder, war dabei jedoch eher nachlässig und geriet in den Verdacht der Bestechlichkeit. Dies führte schließlich wohl zum Ausscheiden aus den kaiserlichen Diensten.
In Trentino (Italien) erbaute oder erneuerte er 1550–1554 den Palazzo delle Albere vor den Toren Trients für Kardinal Cristoforo Madruzzo.
Für König Philipp II. von Spanien war er darauf in den spanischen Niederlanden tätig, wo er 1558 belegt ist. Auf Vermittlung des kaiserlichen Feldherrn Lazarus von Schwendi wechselte er 1559 in die Dienste des Herzogs Heinrich II. von Braunschweig-Lüneburg. Für jenen war er an der Befestigung Wolfenbüttels tätig, jedoch klagte der Bauherr über die hohen Kosten und die Unbeständigkeit Chiaramellas. Die Verstimmung erleichterte 1559/60 den erneuten Wechsel, nun in die Dienste der Markgrafen bzw. Kurfürsten von Brandenburg.
Francesco Chiaramella de Gandino ist vor allem als einer der Baumeister der brandenburgischen Festung Peitz, der Bastionierung der Residenzstadt Küstrin und der Zitadelle Spandau bekannt. Von ihm stammt der Entwurf für jene Bauwerke (1559) und er hatte die Bauleitung seit 1560 (?), sicherlich von 1562 bis 1578 inne, wonach sie von dem neuen Baumeister Rochus zu Lynar übernommen wurde. Chiaramella gutachtete 1562 für den fränkischen Markgrafen Georg Friedrich von Brandenburg-Ansbach und -Kulmbach zum Bau der Plassenburg im Kulmbach und schlug den Bau einer Festung im fränkischen Baiersdorf (bei Erlangen) vor, was jedoch nicht umgesetzt wurde.
Für Herzog Johann Albrecht I. von Mecklenburg entwarf Chiaramella 1562–1564 Befestigungen des Schweriner Schlosses sowie 1566 eine Zwingfestung in Rostock, letztere wurde aus politischen Gründen jedoch nicht vollendet. Wahrscheinlich war er auch noch an weiteren Projekten und Bauten beteiligt (z. B. für brandenburgische Adelige), jedoch ist dies noch wenig erforscht.